# Vredehoek
Vredehoek is een buitenwijk van Kaapstad, Zuid-Afrika. Het is gelegen in de City Bowl (Afrikaans: Stadskom, het stadscentrum), op de hellingen van de Tafelberg, tussen Devil's Peak Estate (Duiwelspiek, een deel van de Tafelberg) en Oranjezicht. De wijk werd na de Eerste Wereldoorlog opgericht en immigranten uit veel Europese landen vestigden zich hier nadat de vrede was uitgeroepen.

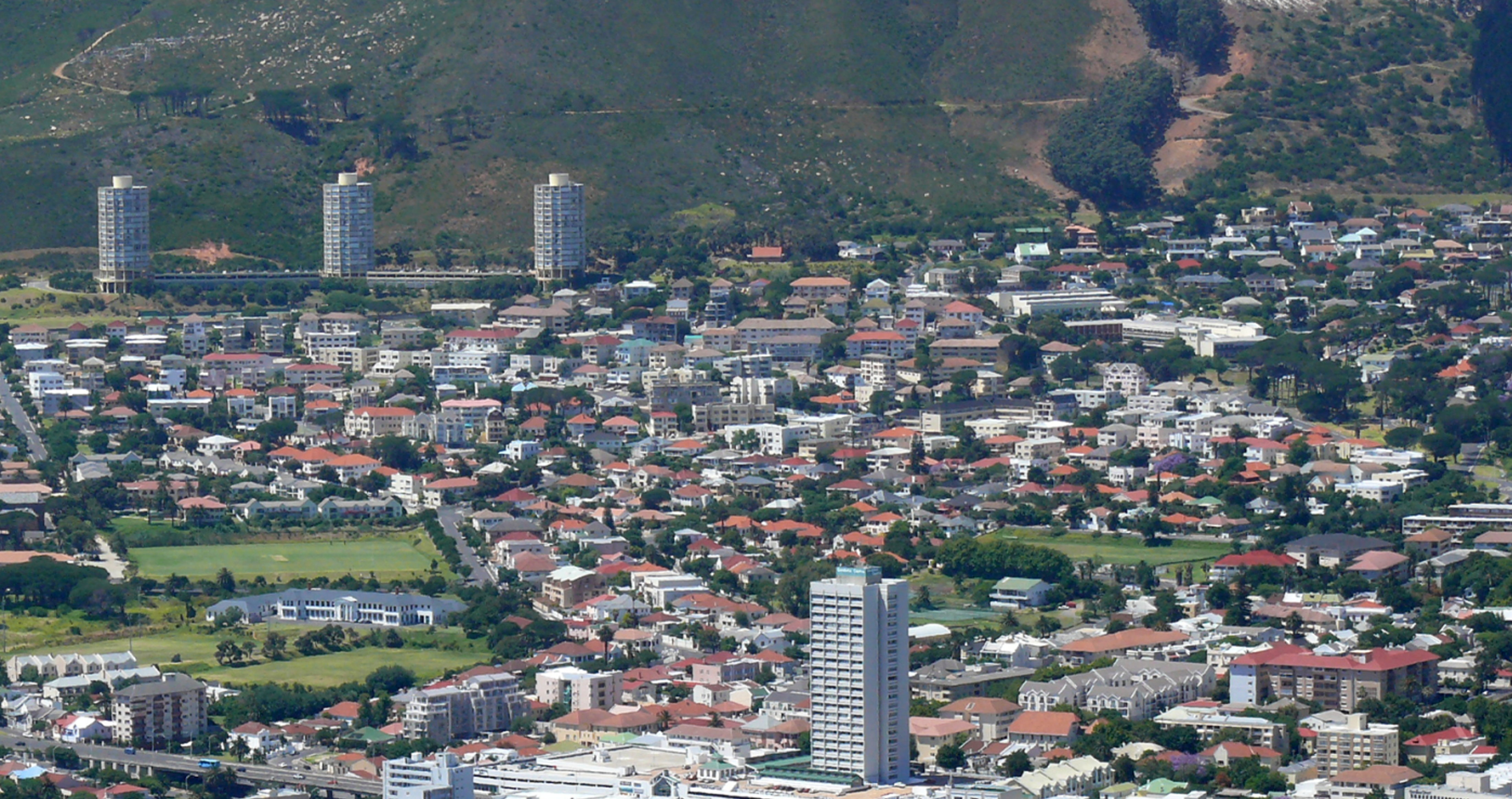
Vredehoek, met in de verte de drie gebouwen die gezamenlijk Disa Park vormen.

De wijk is populair onder huishoudens met twee inkomens die nog geen kinderen hebben. Het heeft in de 21e eeuw een stedelijke opleving doorgemaakt, aangezien oudere flatgebouwen werden vervangen door hoogwaardige appartementen.
Er is een reeks gemeenschappelijke voorzieningen in Vredehoek te vinden, zoals parken, restaurants, cafés, een bibliotheek en toegang tot wandelpaden op de Tafelberg.
Het gebied heeft een gevestigde buurtpreventie die bekend staat als DPV.
Een van de bekendste architectuurstukken in het gebied is het Disa Park.